# Liriomyza tenera
Liriomyza tenera är en tvåvingeart som beskrevs av Spencer 1977. Liriomyza tenera ingår i släktet Liriomyza och familjen minerarflugor. Inga underarter finns listade i Catalogue of Life.